# Vini Poncia
Vincent „Vini“ Poncia, Jr. (* 29. April 1942) ist ein US-amerikanischer Songwriter und Musikproduzent.

## Leben

### 1960er Jahre
In den 1960er-Jahren begann Poncia zusammen mit Peter Anders eine Songwriting-Partnernschaft. Gemeinsam veröffentlichten sie 1969 das von Richard Perry produzierte Album The Anders and Poncia Album. Ihre Lieder wurden unter anderem von The Ronettes, Bobby Bloom und Darlene Love aufgenommen und interpretiert. Anders und Poncia waren außerdem Mitglieder der Gruppen The Trade Winds und The Innocence. Die Debütsingle von The Trade Winds, New York is a Lonely Town, erreichte 1966 Platz 32 der Billboard Hot 100-Charts.
1968 gründeten Anders und Poncia zusammen mit Frankie Maluso MAP Records in New York City. Der Firma gehörte ein kleines Tonstudio, in dem bis zum Ende der gemeinsamen Arbeit  insgesamt sechzehn Alben entstanden.

### 1970er Jahre
In den 1970er Jahren wurde Poncia Songwriting-Partner von Ringo Starr. Seine Lieder waren auf mehreren Alben zu hören: Ringo (1973), Goodnight Vienna (1974), Ringo’s Rotogravure (1976), Ringo the 4th (1977), und Bad Boy (1978). Er produzierte außerdem Alben für Melissa Manchester sowie  Portrait von Lynda Carter. Als Songwriter schrieb er für Jackie DeShannon und Tommy James, außerdem ist er als Co-Autor des Liedes You Make Me Feel Like Dancing von Leo Sayer aufgeführt, und war Produzent der Alben Open Your Eyes und The Faraghers von The Faragher Brothers.
1978 produzierte er das selbstbetitelte Soloalbum  von Peter Criss, und wurde in der Folge auch engagiert, um das 1979 veröffentlichte Album Dynasty der Gruppe Kiss zu produzieren. Poncia ist neben Paul Stanley und Desmond Child Co-Autor der aus diesem Album ausgekoppelten Hitsingle I Was Made for Lovin’ You sowie der Titel Sure Know Something und Dirty Livin’.

### 1980er Jahre
Poncia produzierte auch das 1980 veröffentlichte Kiss-Album Unmasked, 1981 das zweite Album der Gruppe Tycoon, Turn Out The Lights. Ein Jahr später arbeitete er erneut mit Peter Criss zusammen, als er dessen zweites nach der Trennung von Kiss entstandenes Album Let Me Rock You produzierte. Ferner produzierte er die aus Detroit stammende Band Adrenalin, deren Song Road of the Gypsy 1985 Teil des Soundtracks zum Spielfilm Der stählerne Adler war. Seine letzte bekannte Arbeit bestand im Co-Songwriting bei fünf Titeln des 1989 erschienenen Kiss-Albums Hot in the Shade.

## Erfolge
Von den von Poncia als Autor oder Ko-Autor verfassten Titeln schafften es in den USA zwölf Lieder in die Billboard Hot 100, acht davon waren Top-40-Hits, während zwei Titel Top-Ten-Hits wurden. Lediglich ein Lied schaffte es, Platz eins der Billboard-Single-Charts zu erreichen: You Make Me Feel like Dancing. In Großbritannien war Poncia weniger erfolgreich: Zehn Top-100-Titeln stehen sechs Top-40- und ein Top-Ten-Hit (You Make Me Feel like Dancing) gegenüber, Platz eins erreichte keiner von Poncias Titeln.